# Georges Girard (1891-1941)
Georges Girard, né le 3 mai 1891 à Paris et mort assassiné le 24 octobre 1941 au château d'Escoire, est un archiviste, historien, écrivain, publiciste et homme de théâtre, reconnu pour sa « situation hors pair dans le monde littéraire et historique ». 

## Biographie

### Éducation
Il fait ses études au lycée Henri IV, avant d'intégrer l’École des chartes, où il sort deuxième de sa promotion le 29 janvier 1913. En 1921, il publie une thèse de doctorat intitulée Racolage et Milice, une analyse approfondie et documentée du service militaire à la fin du règne de Louis XIV. 

### Carrière dans l'administration
La majorité de sa carrière se déroule au ministère des Affaires étrangères, où il commence en 1919 en tant que bibliothécaire adjoint, avant d'être promu bibliothécaire en 1923. En 1937, il devient conservateur adjoint du service des archives, puis adjoint au directeur de ce même service en 1940. Il fait également partie de la commission chargée de la publication des documents relatifs aux origines de la Première Guerre mondiale. 

### Carrière littéraire
Il débute officiellement sa carrière littéraire en 1919 grâce à Jacques Boulenger, un autre chartiste qui lui permet de publier dans L’Opinion. Son début tardif s'explique par le fait qu'il a été contraint de prolonger son service militaire de 52 mois après avoir été mobilisé à l'automne 1914. C’est à 28 ans qu'il retrouve enfin la vie civile, après avoir passé sept ans dans l'armée. Son premier ouvrage, Le Parfait Secrétaire des grands Hommes, est à la fois une étude historique et un livre humoristique sur Denis Vrain-Lucas, un célèbre faussaire qui a réussi à vendre des faux autographes à vendu au physicien Michel Chasle, membre de l’Institut, pour plus de cent cinquante mille francs d’autographes d’Archimède, de Pythagore, de Jules César, de Vercingétorix et autres hauts personnages. 
En 1924, il publie son premier roman, Les Vainqueurs, un récit de guerre qui, après avoir été refusé par trois éditeurs, est finalement publié par la NRF de Gallimard. Ce roman est cité dans les favoris pour le Prix Goncourt 1924, qu'il ne remportera pas. Il reçoit le Prix de la Renaissance en 1925, au cinquième tour, par 9 voix contre 4 à Roger Dévigne et une à Gabriel Reuillard. Jean Giraudoux lui dédie une photographie en le qualifiant de « vainqueur des vainqueurs », après que les deux hommes se furent rencontrés au quai d'Orsay. 
Par la suite, il publie une évocation historique intitulée Histoire de la Dragonne. Son dernier livre paru est sur Madame de Maintenon, dans la collection « Grandes Pécheresses repenties ». 
Entre 1925 et 1933, il écrit des chroniques historiques et théâtrales pour L’Opinion, puis pour Le Figaro littéraire, tout en collaborant aux Cahiers de la République des lettres et aux Nouvelles littéraires. 

### Vie personnelle
Henri Girard, son fils unique, naît en 1917 alors qu'il est en service durant la Première Guerre mondiale. Sa femme, Valentine, née Arnaud, décède de la tuberculose en 1926 à Chamonix. 

### Assassinat non élucidé
Georges Girard rencontre une mort tragique le 26 octobre 1941, lorsqu'il est assassiné, avec sa sœur Amélie et une domestique, Louise Soudeix, dans son château d'Escoire, en Dordogne. Son fils, Henri Girard, qui est présent sur les lieux, est accusé du meurtre et emprisonné, mais acquitté lors du procès un an et demi plus tard. Les circonstances entourant la mort de Georges Girard et la carrière littéraire de son fils, qui deviendra un romancier à succès sous le nom de Georges Arnaud (l'auteur du Salaire de la peur, adapté en 1953 au cinéma par Henri-Georges Clouzot), maintiennent l'attention autour de cette affaire pendant de longues années.
Après la publication par l'ancien commissaire de police Guy Penaud du Triple Crime du château d'Escoire en 2002 aux Éditions de La Lauze, l'écrivain Philippe Jaenada propose sa propre interprétation de cette affaire dans son roman La Serpe, qui a été récompensé par le Prix Femina en 2017. 

## Archives et journal de l'Occupation
Les archives de Georges Girard sont conservées au Centre des archives diplomatiques de La Courneuve. Elles contiennent divers documents originaux que possédait Girard, dont notamment d'une vie du frère Hilarion, du monastère de Saint-Polycarpe dans l'Aude, d'un fort dossier d'archives du général Castelnau relatif à l'établissement du camp de Châlons, sous le Second Empire, remis au Service historique de la Défense, et de documents sur Agen sous la Révolution, envoyés dans le Lot-et-Garonne. On y trouve aussi des correspondances, des coupures de presse sur la situation en France et en Allemagne après la Première Guerre mondiale. 
On y y trouve également les manuscrits de certaines de ses œuvres majeures. Malheureusement, il ne reste que des fragments de sa correspondance, parmi lesquels se trouve une lettre de Roland Dorgelès concernant la publication française de Mein Kampf d'Adolf Hitler. La contribution de Georges Girard en tant qu'historien est illustrée par quelques documents significatifs, notamment une transcription des Souvenirs de Félix Hippolyte Desprez, dont il a sans doute été l'un des premiers à souligner l'importance cruciale pour l'histoire de la diplomatie du Second Empire.
Enfin, le fonds comprend une partie du journal de Georges Girard, rédigé entre le 13 juin 1940 et le 23 octobre 1941, où il a relaté les événements de l'Occupation. Grâce à son rôle aux Affaires étrangères et son engagement dans la vie intellectuelle, il offre un regard perspicace sur les aléas du régime de Vichy. Une portion de ce document a été utilisée comme preuve lors d’un procès par les autorités judiciaires, avant d’être remise aux Archives du ministère des Affaires étrangères. L'autre partie a été donnée en 2018 par Mme Laurence Girard, la petite-fille de Georges Girard, avec plusieurs pièces qu'elle avait reçues de Françoise Flipo, avocat général honoraire à la Cour de cassation et fille de Vincent Flipo, chartiste et contemporain de son grand-père. 

## Accueil critique

### Les Vainqueurs
Henry Spont qualifie Les Vainqueurs de « livre sincère, singulièrement évocateur » et « honnête », soulignant son dépouillement des « déformations » de la littérature ornementale, ce qui le rend « odieux » aux « gens sensés ». Selon lui, même un ancien combattant « blasé » ne pourra « l’ouvrir distraitement » et le refermer sans l’avoir « lu jusqu’au bout ». Spont affirme que même ceux restés « à l’arrière » seront séduits par un récit « entraînant » et « véridique ». Il estime que l’auteur réussit à « rendre mieux, par des moyens plus simples et plus directs » le « mélange d’héroïsme et de mesquinerie » de 1914, et que l'absence de « chiqué » masque l’art subtil de provoquer « tour à tour, le rire et les larmes ». Il conclut en qualifiant le livre d’« excellent » qui « figurera dignement » dans les Documents Bleus.
Jean de Pierrefeu souligne le « talent » de l'auteur dans Les Vainqueurs, qu'il décrit comme un livre de souvenirs « écrit d'une plume légère et expressive ». Il apprécie la manière dont l'auteur saisit le « comique involontaire » des situations, tout en mettant en avant le contraste entre le paysan, l'ouvrier et l'homme de la ville. De Pierrefeu note que l'ouvrage présente « l'armée française toute neuve » face à la « face hideuse de la guerre moderne », et admire le « tact » avec lequel l'auteur évoque ces méprises. Il trouve « admirable » que, même au contact de la mort, un français puisse sourire d'une « tactique puérile » et souligne le talent nécessaire pour révéler des « nuances » tout en honorant le « courage » et le « sacrifice ». De Pierrefeu conclut que cette épopée de la Marne est racontée avec la « finesse », la « grâce » et le « bon goût » d'un Marivaux ou d'un Musset, affirmant que ce n'est pas le ton épique, mais bien l'« accent français » qui s'en dégage.
Albert Bayet souligne que l’œuvre ne se limite pas à une simple représentation de la guerre : « l’originalité puissante » du livre réside dans le fait que les soldats ne s’élèvent pas à une « idée générale » sur le drame qu’ils vivent. Au contraire, ils sont absorbés par des préoccupations immédiates et quotidiennes, telles que « le poids du sac », « la pluie », et « le ravitaillement ». Bayet admire la manière dont Girard évoque cette « vie humble et tragique » avec « une vigueur merveilleuse ». Enfin, il note l'ironie de la victoire, que les « vainqueurs » ignorent, soulignant le décalage entre l'événement et la réalité des soldats, illustré par la réponse désabusée d’un caporal : « Même pas moyen de dormir tranquilles ! ». 

### La Vie de Lazare Hoche
Albert Thiraubet souligne que La Vie de Lazare Hoche montre certaines « qualités » mais cherche trop à les révéler, mêlant un « pittoresque vrai » à un « pittoresque faux » qui semble artificiel. Il note que Girard vise à faire revivre les camarades de Lazare Hoche avec une « psychologie simple et vraie », réussissant particulièrement dans la représentation de Hoche lui-même, dont la vie est dépeinte à travers des « tableaux cinématographiques ». Toutefois, Thiraubet  critique le fait que la partie « psychologique » est « délibérément sacrifiée », sans mouvement intérieur ni crises de conscience. De plus, il observe que Girard sélectionne certains événements pour donner l’image la plus belle de Hoche, omettant des moments dramatiques comme la guerre de Vendée. Thiraubet  compare finalement l’œuvre de Girard à celle d’Albert Sorel, soulignant que Sorel se concentre sur la « psychologie des desseins politiques », offrant une perspective plus riche et profonde. Il encourage les lecteurs à se tourner vers Sorel pour apprécier des aspects « intelligents » et « artistiques » souvent négligés.
L'académicien Henri de Régnier exprime une opinion très positive sur le roman de Georges Girard, soulignant que « sur un fond de batailles et de victoires se dessine la valeureuse et fière figure » de Lazare Hoche. Il décrit Hoche comme « de tempérament héroïque », notant qu'il « sait vaincre » et « sait mourir », illustrant ainsi la grandeur du personnage face aux ennemis extérieurs. De Régnier admire la manière dont Girard fait revivre « cette vie étonnante de vingt-neuf années » à travers « une suite de tableaux brossés avec une verve qui n'exclut pas l'exactitude ». Il souligne également l'équilibre de Girard entre conteur et historien, affirmant qu'il « n'oublie pas » son rôle d'historien, ce qui enrichit la narration de la vie de Hoche.

## Décoration
Il est fait chevalier de la Légion d'honneur en 1925 puis promu officier en 1935. 

## Distinctions
Il reçoit, en 1922, le Prix Édouard Fréville de l'Académie des sciences morales et politiques pour sa thèse sur le Service militaire à la fin du règne de Louis XIV (1701-1715) et, en 1925, le Prix de la Renaissance pour Les vainqueurs, récit de sa vie dans les tranchés

## Œuvres

### Livres
- Madame de Maintenon, Paris : éditions Albin Michel, 1936
- La Vie et les souvenirs du général Castelnau, 1814-1890, Paris : éditions Calmann-Lévy, 1930
- Les trois Glorieuses, Paris, Firmin-Didot et Cie, 1929
- Boîte de singe, avec un portrait de l'auteur, par J. Lurçat, gravé sur bois par G. Aubert, Paris : libr. Gallimard ; éditions de la "Nouvelle Revue française" , 1927
- La Vie de Lazare Hoche, Paris : libr. Gallimard, Nouvelle Revue française, 1926
- La jeunesse d'Anatole France 1844-1876, Paris : Gallimard, 1925
- L'art de vérifier les textes : lettre ouverte au Directeur de la Revue des Bibliothèques, Paris : H. Champion, 1925
- Les vainqueurs, Éditions de la "Nouvelle Revue française", 1924
- Le parfait secrétaire des grands hommes : ou les Lettres de Sapho, Platon, Vercingétorix, Cléopâtre, Marie-Madeleine, Charlemagne, Jeanne d'Arc et autres personnages illustres, mises au jour par Vrain-Lucas...  Paris : la Cité des livres, 1924
- Racolage et milice, 1701-1715 : le service militaire en France à la fin du règne de Louis XIV, Paris : Plon-Nourrit & Cie
- Saint-Hilaire, Angers : J. Siraudeau, 1906

### Théâtre
- Fraternité, comédie en un acte, par Fernand Fleuret et Georges Girard, joué à  Paris, Atelier, 28 janvier 1931, publié Gallimard, 1933. In-16, 214 p.

### Préfaces et éditions
- Histoire de la dragone, contenant les actions militaires et les aventures de Geneviève Prémoy sous le nom du chevalier Baltazar, avec une introduction par M. Georges Girard,Paris : la Renaissance du livre
- Correspondance entre Marie-Thérèse et Marie-Antoinette, présentés par Georges Girard, Paris : Bernard Grasset, 1933.
- Discours prononcé à l'Académie française par Mgr. Dupanloup pour la réception de M. Jules Michelet; planche gr. sur c. par M. Wilkowitz d'après J. Hemard et recueilli par Georges Girard, Paris : Éditions du Trianon 1932
- Bouches inutiles, de Pierre Loevenbruck, préface de Georges Girard, Paris : éditions Jules Tallandier , 1930
- Le chemin des croix. 1914-1918 ; préface de Georges Girard, Colonel Campagne, Paris éditions Jules Tallandier, 1930